# Мисс бабуля
«Мисс бабуля» (кор. 수상한 그녀) — южнокорейская трагикомедия режиссёра Хван Дон Хёка, повествующая о перевоплощении 70-летней женщины в 20-летнюю саму себя после посещения волшебной фотостудии. Премьера состоялась 22 января 2014 года. В период показа в кинотеатрах на фильм было продано рекордное количество 8,65 млн. билетов. Обладатель множества наград, преимущественно в категориях лучший фильм и лучшая актриса.

## Сюжет
74-летняя О Маль Сун (На Мун Хи) живёт с сыном, его женой и двумя внуками. Постоянные конфликты с невесткой вынуждают её покинуть дом. Прогуливаясь по улицам города, она наталкивается на фотостудию, где ей пообещали сделать снимок небывалой красоты. Выйдя из фотостудии, она оказывается уже в возрасте 20 лет (Сим Ынгён). Став молодой, она хочет воспользоваться всеми преимуществами возраста.

## Роли исполняли
- Сим Ынгён — О До Ри
- На Мун Хи — О Маль Сун
- Пак Ин Хван — Мистер Пак
- Сон Дон Иль — Пан Хён Чуль
- Ли Джин Ук — Хан Сын у
- Ким Сыль Ги — Бан Ха-на
- Чон Чжи Ён— Бан Чжи-ха
- Ким Хён Сук — Пак На Юн
- Ха Юн Чжу — Су Ён

## Награды
| Год  | Награда                                                                                 | Категория                                                 | Кандидат                          | Результат | Прим.                   |
| ---- | --------------------------------------------------------------------------------------- | --------------------------------------------------------- | --------------------------------- | --------- | ----------------------- |
| 2014 | 19-я Кинопремия Чунса Chunsa Film Art Awards                                            | Лучшая актриса                                            | Сим Ынгён                         | Победа    | [ 1 ] [ 2 ]             |
| 2014 | 19-я Кинопремия Чунса Chunsa Film Art Awards                                            | Лучший сценарий                                           | Шин Дон Ик Хон Юн Чжон Дон Хи Сон | Победа    | [ 1 ] [ 2 ]             |
| 2014 | 5-й Международный кинофестиваль Окинава Okinawa International Movie Festival            | Uminchu Prize Grand Prix Peace category                   | Мисс бабуля                       | Победа    | [ 3 ] [ 4 ] [ 5 ] [ 6 ] |
| 2014 | 50-й Baeksang Arts Awards                                                               | Лучшая актриса                                            | Сим Ынгён                         | Победа    | [ 7 ] [ 8 ]             |
| 2014 | 50-й Baeksang Arts Awards                                                               | Лучший сценарий                                           | Шин Дон Ик Хон Юн Чжон Дон Хи Сон | Номинация | [ 7 ] [ 8 ]             |
| 2014 | 18-й Fantasia International Film Festival                                               | Приз зрительских симпатий Лучший азиатский фильм — золото | Мисс бабуля                       | Победа    |                         |
| 2014 | 14-й Director's Cut Awards                                                              | Лучшая актриса                                            | Сим Ынгён                         | Победа    |                         |
| 2014 | 23-й Buil Film Awards                                                                   | Лучшая актриса                                            | Сим Ынгён                         | Победа    | [ 9 ]                   |
| 2014 | 23-й Buil Film Awards                                                                   | Лучший сценарий                                           | Шин Дон Ик Хон Юн Чжон Дон Хи Сон | Номинация | [ 9 ]                   |
| 2014 | 23-й Buil Film Awards                                                                   | Лучшая музыка                                             | Mowg                              | Номинация | [ 9 ]                   |
| 2014 | 34-й Премия Корейской ассоциации кинокритиков Korean Association of Film Critics Awards | Топ-10 кинокритиков                                       | Мисс бабуля                       | Победа    |                         |
| 2014 | 51-й Большой колокол                                                                    | Лучшая актриса                                            | Сим Ынгён                         | Номинация | [ 10 ] [ 11 ]           |
| 2014 | 51-й Большой колокол                                                                    | Лучший сценарий                                           | Шин Дон Ик Хон Юн Чжон Дон Хи Сон | Номинация | [ 10 ] [ 11 ]           |
| 2014 | 51-й Большой колокол                                                                    | Лучшая музыка                                             | Mowg                              | Победа    | [ 10 ] [ 11 ]           |
| 2014 | 15-й Women in Film Korea Awards                                                         | Лучший продюсер                                           | Им Чжи Ёун                        | Победа    |                         |
| 2014 | 15-й Women in Film Korea Awards                                                         | Лучший маркетинг                                          |                                   | Победа    |                         |
| 2014 | 35-й Blue Dragon Film Awards                                                            | Лучший фильм                                              | Мисс бабуля                       | Номинация |                         |
| 2014 | 35-й Blue Dragon Film Awards                                                            | Лучший режиссёр                                           | Хван Дон Хёк                      | Номинация |                         |
| 2014 | 35-й Blue Dragon Film Awards                                                            | Лучшая актриса                                            | Сим Ынгён                         | Номинация |                         |
| 2014 | 35-й Blue Dragon Film Awards                                                            | Лучший сценарий                                           | Шин Дон Ик Хон Юн Чжон Дон Хи Сон | Номинация |                         |
| 2014 | 35-й Blue Dragon Film Awards                                                            | Лучшая музыка                                             | Mowg                              | Номинация |                         |
| 2014 | 1-й Премия Корейской ассоциации кинопродюсеров Korean Film Producers Association Awards | Лучшая актриса                                            | Сим Ынгён                         | Победа    |                         |
| 2015 | 10-й Max Movie Awards                                                                   | Лучший фильм                                              | Мисс бабуля                       | Номинация |                         |
| 2015 | 10-й Max Movie Awards                                                                   | Лучшая режиссёр                                           | Хван Дон Хёк                      | Номинация |                         |
| 2015 | 10-й Max Movie Awards                                                                   | Лучшая актриса                                            | Сим Ынгён                         | Номинация |                         |
| 2015 | 10-й Max Movie Awards                                                                   | Лучший актёр второго плана                                | Jinyoung                          | Номинация |                         |
| 2015 | 10-й Max Movie Awards                                                                   | Лучшая актриса второго плана                              | Na Moon-hee                       | Победа    |                         |
| 2015 | 10-й Max Movie Awards                                                                   | Лучшая актриса второго плана                              | Сим Ынгён                         | Номинация |                         |
| 2015 | 10-й Max Movie Awards                                                                   | Лучшая актриса второго плана                              | Kim Seul-gie                      | Номинация |                         |
| 2015 | 10-й Max Movie Awards                                                                   | Лучший трейлер                                            | Мисс бабуля                       | Номинация |                         |
| 2015 | 10-й Max Movie Awards                                                                   | Лучший постер                                             | Мисс бабуля                       | Номинация |                         |